# Sainte-Croix (Ain)
Sainte-Croix és un municipi francès situat al departament de l'Ain i a la regió d'Alvèrnia-Roine-Alps. L'any 2007 tenia 520 habitants.

## Demografia

### Població
El 2007 la població de fet de Sainte-Croix era de 520 persones. Hi havia 169 famílies de les quals 20 eren unipersonals (12 homes vivint sols i 8 dones vivint soles), 43 parelles sense fills, 94 parelles amb fills i 12 famílies monoparentals amb fills.
La població ha evolucionat segons el següent gràfic:
Habitants censats

### Habitatges
El 2007 hi havia 195 habitatges, 175 eren l'habitatge principal de la família, 17 eren segones residències i 3 estaven desocupats. 187 eren cases i 6 eren apartaments. Dels 175 habitatges principals, 143 estaven ocupats pels seus propietaris, 25 estaven llogats i ocupats pels llogaters i 7 estaven cedits a títol gratuït; 2 tenien una cambra, 4 en tenien dues, 17 en tenien tres, 45 en tenien quatre i 107 en tenien cinc o més. 154 habitatges disposaven pel capbaix d'una plaça de pàrquing. A 54 habitatges hi havia un automòbil i a 114 n'hi havia dos o més.

### Piràmide de població
La piràmide de població per edats i sexe el 2009 era:
| Homes | Edats   | Dones |
| ----- | ------- | ----- |
| 4     | 95 o +  | 0     |
| 0     | 90 a 94 | 0     |
| 0     | 85 a 89 | 0     |
| 0     | 80 a 84 | 4     |
| 0     | 75 a 79 | 0     |
| 4     | 70 a 74 | 4     |
| 0     | 65 a 69 | 4     |
| 8     | 60 a 64 | 8     |
| 12    | 55 a 59 | 12    |
| 12    | 50 a 54 | 8     |
| 24    | 45 a 49 | 8     |
| 24    | 40 a 44 | 28    |
| 36    | 35 a 39 | 36    |
| 4     | 30 a 34 | 12    |
| 8     | 25 a 29 | 24    |
| 12    | 20 a 24 | 12    |
| 16    | 15 a 19 | 16    |
| 12    | 10 a 14 | 32    |
| 20    | 5 a 9   | 24    |
| 20    | 0 a 4   | 16    |

## Economia
El 2007 la població en edat de treballar era de 365 persones, 279 eren actives i 86 eren inactives. De les 279 persones actives 264 estaven ocupades (141 homes i 123 dones) i 15 estaven aturades (1 home i 14 dones). De les 86 persones inactives 20 estaven jubilades, 49 estaven estudiant i 17 estaven classificades com a «altres inactius».

### Ingressos
El 2009 a Sainte-Croix hi havia 177 unitats fiscals que integraven 539 persones, la mediana anual d'ingressos fiscals per persona era de 21.390 €.

### Activitats econòmiques
Dels 26 establiments que hi havia el 2007, 8 eren d'empreses de construcció, 4 d'empreses de comerç i reparació d'automòbils, 5 d'empreses d'hostatgeria i restauració, 3 d'empreses immobiliàries, 2 d'empreses de serveis, 1 d'una entitat de l'administració pública i 3 d'empreses classificades com a «altres activitats de serveis».
Dels 11 establiments de servei als particulars que hi havia el 2009, 1 era un paleta, 2 fusteries, 1 lampisteria, 3 electricistes, 1 perruqueria i 3 restaurants.
L'únic establiment comercial que hi havia el 2009 era una carnisseria.
L'any 2000 a Sainte-Croix hi havia 13 explotacions agrícoles.

## Equipaments sanitaris i escolars
El 2009 hi havia una escola elemental.

## Poblacions més properes
El següent diagrama mostra les poblacions més properes.